# Semiothisa exsuperans
Semiothisa exsuperans là một loài bướm đêm trong họ Geometridae.